# Barri del Guadalhorce
El Guadalhorce és un grup d’habitatges que conforma un dels barris de Terrassa, situat al districte 3 - Sud, a l'est limita amb el barri germà de Can Palet II. Té una superfície de 0,032 km² i una població de 1.281 habitants el 2021.
De forma triangular, està limitat al sud per l'avinguda de Santa Eulàlia, a l'est pel carrer del Guadalhorce i a l'oest per l'avinguda de les Glòries Catalanes.
Depèn de la parròquia de Sant Josep, a Can Palet. La festa major és el 29 de juny.
El barri del Guadalhorce pren el nom d'un dels carrers entorn del qual estan situats, dedicat al riu Guadalhorce a Andalusia, en una àrea de la ciutat en què els carrers prenen noms de rius de la península Ibèrica (Duero, Ebre, Guadalquivir, Guadiana, Miño, Ter, Xúquer, etc.).
Els blocs foren construïts al començament de la dècada del 1970 per la promotora municipal VITASA, en le marc del paternalisme empresarial habitual d'aquesta època, als terrenys de la masia de Can Figueres de la Quadra, avui desapareguda, que depenia de Can Palet de la Quadra.